# Heilung
Heilung es una banda que fusiona música folk, death metal y folk metal experimental. Conformada por Christopher Juul, Kai Uwe Faust y Maria Franz, de Dinamarca, Alemania y Noruega respectivamente, suelen ser englobados bajo la etnia danesa por la prensa. El nombre proviene del alemán y significa «sanación». La banda cataloga su trabajo como «historia amplificada», su imagen y sonido toma inspiración de la cultura de la Edad de hierro y Bronce en Europa del norte.

## Historia

### 2014-2016: Inicios yOfnir
Christopher Juul, músico y productor, y Kai Uwe Faust, letrista y vocalista fundaron la banda como un «proyecto poético» tras conocerse en un evento de recreacionismo vikingo en Escandinavia. Juul nació en Copenhague, Dinamarca; hijo de un sacerdote pagano Goði es dueño del estudio musical Lava Studios en su ciudad natal, que trabaja desde 2003 mayoritariamente con música nórdica tradicional y música global. Faust es oriundo de Alemania y proviene de un hogar estrictamente cristiano que no permitía la televisión, por lo que desde sus primeros años se interesó en las lecturas de historia, la espiritualidad y el arte. En la adolescencia se convirtió al paganismo, luego se formó como tatuador y es propietario de Kunsten på Kroppen, local especializado en simbolismo nórdico y técnica tradicional handpoke. Para este punto Maria Franz era una vocalista invitada y no integraba la formación oficial. La cantante se crio en Borre, Noruega. En su infancia frecuentaba el cementerio vikingo de su localidad y participó en grupos recreacionistas de esta cultura. Juul y Franz, quienes son pareja, habían trabajado juntos anteriormente en los proyectos musicales Songleikr, de música folklórica nórdica, y Euzen, más progresivo.
Ofnir es el primer álbum de estudio de la banda y fue lanzado primero de manera digital en la plataforma Gateway de músicos independientes, y luego en las redes sociales. El grupo también editó mil copias físicas. De 73 minutos de duración, la revista Revolver lo categorizó como folk metal experimental, con rasgos de doom metal y música electrónica, mientras que la revista alemana Metal.de como neofolk. Juul aportó la producción y edición de sonido, Franz cuenta con entrenamiento en técnicas tradicionales de canto noruego con un tono descrito como «etéreo» y Faust practica el canto difónico «gutural», comparado con el tibetano, mongol y con el de la banda Sepultura.
En Ofnir conviven las lenguas muertas gótico, latín y variantes noruegas de dialectos de nórdico antiguo de la Edad de Hierro, junto a idiomas modernos como inglés y alemán. Faust mencionó que «el objetivo es hacer oíbles otra vez los idiomas de nuestros ancestros para que sean accesibles. Queremos despertar el entendimiento de que todos estamos relacionados de alguna manera y provenimos de un mismo origen en común que siempre ha existido»; debido a esto la temática no se limita a la era vikinga, y comprende cosmovisiones de otras culturas y períodos históricos con el objetivo de demostrar que «(nuestras) culturas, artes y lenguajes se compenetran».  Algunas canciones datan de hace veinte años y eran utilizadas por Faust en sus rituales chamánicos. «Schlammschlacht» fue la primera registrada y versa sobre la Batalla del bosque de Teutoburgo. «Fylgija Ear» es un poema rúnico anglosajón y fue grabado en homenaje a un amigo fallecido de Juul y Franz. Contiene versos interpretados en alemán por Faust y trata sobre la muerte y el duelo. «Carpathian Forest» se inspiró en un seminario de rituales chamánicos en los bosques de Bulgaria, y el video musical de «Krigsgaldr» utiliza arte rupestre del siglo X a. C. como iconografía. El álbum recibió críticas positivas por parte de Metal.de que le asignó una puntuación de ocho puntos sobre diez, y afirmó que las canciones generan estados de ánimo, por lo que «fue imposible» evaluarlas con los criterios básicos de composición e instrumentación.

### 2017:Lifa

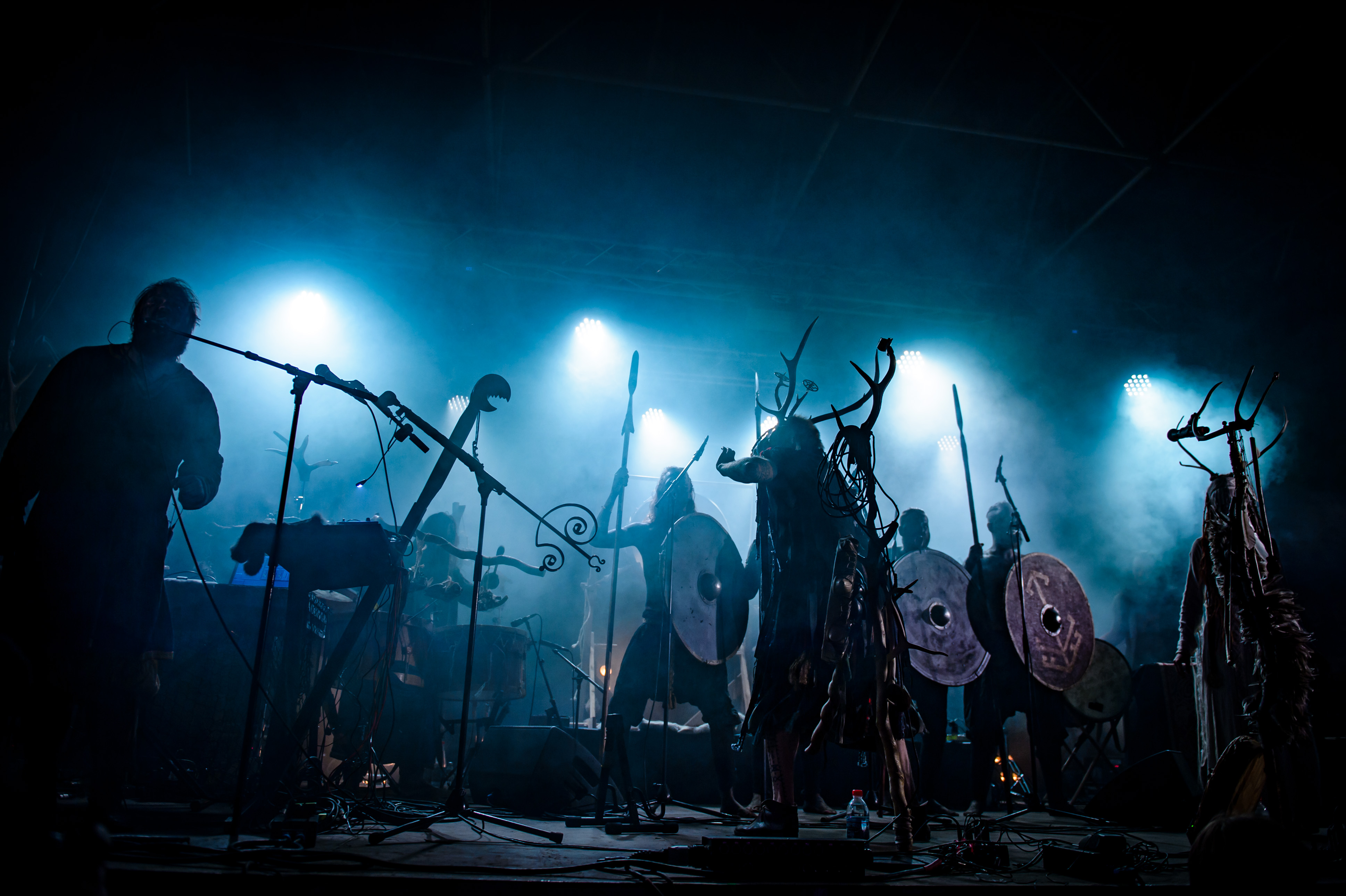
Heilung en el Wacken Open Air de 2018. Juul (izquierda), Faust (centro) y Franz (derecha). En segundo plano se observan actores caracterizados como guerreros vikingos.

Su segundo álbum Lifa es una grabación en directo desde el evento de recreacionismo medieval Castlefest, en Holanda, el 5 de agosto de 2017. Fue también su primera actuación frente a público y contó con una asistencia de 10 000 personas; le tomó un año a la banda organizar y ensayar los aspectos del show, al cual se refirieron como un «ritual». Material audiovisual se subió a la plataforma YouTube, donde el álbum cosechó cinco millones de reproducciones, mientras que el video de la canción «Krigsgaldr» superó las veintitrés millones. El repertorio de Lifa es el mismo que en Ofnir, Faust afirmó que el estilo de grabación en vivo y la puesta en escena le confirió un carácter de «trance» a las canciones, con un compás 4/4 y marcada percusión, diferenciándolas así de la versión de estudio que tiende a la meditación. La buena recepción de este logró que la discográfica Season of Mist reedite Ofnir en formato físico en abril de 2018. Originalmente la banda había planeado tocar en vivo en eventos a menor escala para respetar la «naturaleza privada› de un ritual, pero tras el éxito de Lifa el número de colaboradores estables en las giras creció a veinticuatro, con músicos adicionales y actores de guerreros vikingos, ataviados y con maquillaje negro kohl que se presentaban en el escenario blandiendo lanzas y escudos. El show ha logrado el apelativo «proto–rave» de la Edad de Hierro y a fines de 2020 la revista Spin lo incluyó en la lista de los mejores conciertos de los últimos treinta y cinco años.
Su segunda aparición pública se dio ese mismo mes en el marco del festival Midgardsblot en Noruega, donde tocaron sobre un cementerio vikingo. En 2018 se presentaron en Hellfest y el Festival de Roskilde. Ese año recibieron una nominación en los Premios Metal Hammer Golden Gods en la categoría Mejor banda underground. «Krigsgaldr» se utilizó en un video promocional de una colección de moda de Alexander Wang para Adidas. El 24 de abril de 2020 se lanzó la edición en Blu–ray de Lifa a cargo de Season of Mist.

### 2019 hasta actualidad
En 2019 salió a la venta Futha, segundo álbum de estudio y tercero en la cronología. Simbólicamente es la contraparte «femenina» de su antecesor Ofnir por el rol de Franz y la presencia en las letras de encantamientos y bendiciones de poesía islandesa, originalmente recitadas por mujeres en la antigüedad. La lírica presenta mantras, diálogos y se inspiró en los encantamientos de Merseburg y en las profecías sobre el Ragnarök del poema «Völuspá», recogido en la Edda poética. El corte «Norupo» cuenta con su propio video musical grabado en los menhires de Monteneuf, Francia, y ganó por empate la categoría de Música tradicional mundial en la decimoctava edición de los Premios de música independiente (IMA).
Sus canciones se han utilizado como parte de la banda sonora de la series de televisión Vikings y Game of Thrones. Heilung compondrá la música del videojuego Senua's Saga: Hellblade II, continuación del título de 2017 de Ninja Theory. La protagonista Senua canta «In Maidjan», del álbum Ofnir, en el primer avance. También prestarán su música al videojuego VII: “Wolves of Ragnarok de la franquicia Conquerer’s Blade de la empresa MY GAMES; «Galgaldr» se utiliza en un avance y se bautizó una de las zonas del mapa del juego como «Heilung Fjord», donde los jugadores pueden curarse. La revista Metal Hammer lanzó a la venta una edición especial de su número de enero de 2021 y Heilung fue uno de los cuatro artistas elegidos para una versión de su portada; la promoción incluyó también un libro para colorear de la banda.
El 29 de agosto de 2022 lanzaron su tercer álbum de estudio, Drif. Con nueve canciones, el sitio web Album of the Year lo encuadró dentro del género dark folk, y recopiló cinco reseñas profesionales que le otorgaron un promedio de ochenta puntos sobre cien.

## Imagen y sonido

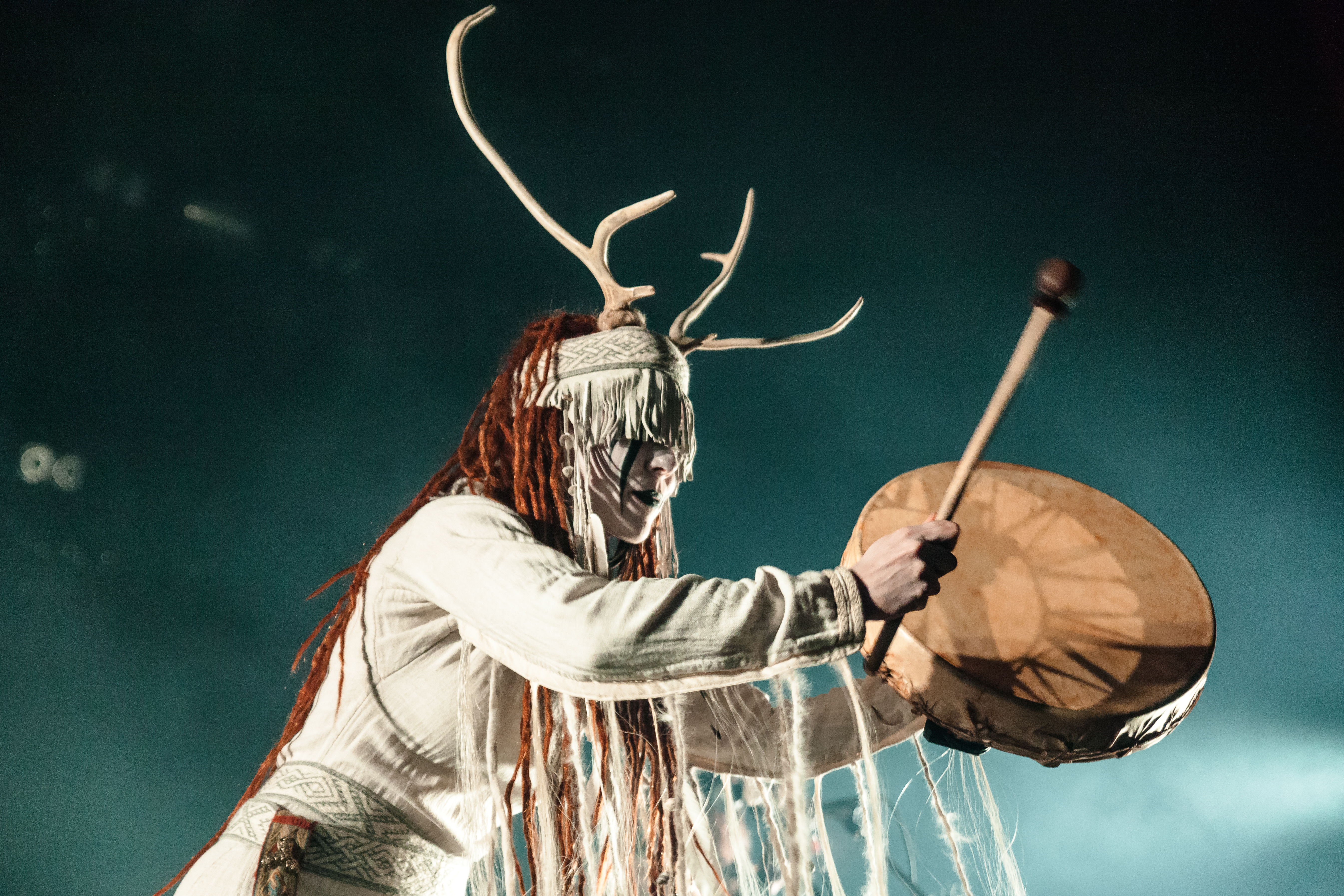
Los instrumentos son de manufactura propia y se adornan con partes de animales y restos humanos. En la imagen Franz tocando en Roskilde Festival (2018).

La lírica se basa en textos preservados en piedras rúnicas, puntas de lanzas, amuletos y reliquias antiguas, y toma inspiración de las sagas y poemas islandeses. El tema principal es la espiritualidad de las culturas precristianas, cuyos poemas de acuerdo con Franz «se crearon con un ritmo muy especial y una métrica muy complicada». Las canciones están escritas en distintos idiomas, los versos en lenguaje moderno pueden ser traducciones de registros históricos o son la interpretación de Faust y su trabajo de investigación chamánica. En algunos casos, la transliteración prioriza el significado sobre el ritmo. Sobre su estilo no se definen como «históricamente auténticos»; en su lugar, brindan su interpretación sobre hechos del pasado que, en sus palabras, «aún son objeto de debate». El fin que persiguen es el de «alterar el estado de conciencia mental».
Fabrican ellos mismos los instrumentos y atavíos con cueros, huesos y cuernos de diferentes animales, entre ellos caballos, cabras, ciervos que son intervenidos con restos humanos como sangre, huesos y cenizas de cremación. De acuerdo con los integrantes el uso de restos humanos no tiene un valor de shock, sino que se los utiliza como tributo a tradiciones antiguas de culturas que se conectan de esta manera con sus ancestros. Algunos específicos son el tambor principal, llamado «Blót», de cuero de caballo pintado con sangre de los tres integrantes, campanas de rituales hindúes provenientes de templos, un ravanahatha –instrumento de cuerdas de la India que toca Franz–, silbatos, matracas y una copa de plata reconstruida de la época de los vikingos.  Los tambores tienen influencias de culturas samis, pueblos indígenas de Siberia y nativos norteamericanos y sudamericanos. Además de los instrumentos, utilizan agua para generar sonidos y samples de música electrónica en conjunto con la técnica vocal de canto difónico.
La túnica de Faust comprende elementos de los pueblos originarios de Eurasia desde la Edad de Piedra hasta la finales de la de Hierro; el casco se basa en un modelo histórico de hace 9000 años. El vestido de Franz toma tipologías de atuendos vikingos y la cantante le adicionó tiras ornamentales de crines de caballo blanco, utilizadas anteriormente en violines, junto a un tocado siberiano. Juul, por su parte, viste ropa vikinga históricamente correcta. Los shows en vivo pretenden evocar rituales o asambleas thing, y es por esto que en ocasiones la disposición frente al público es en 360°. Otro proyecto que la banda asoció a su misma línea es Wardruna, a quienes calificaron de pioneros en el estilo.

### Imagen pública
La banda exhibe símbolos precristianos como la cruz solar, por lo que han tenido que distanciarse de grupos de extrema derecha y neonazis que también la utilizan y sentenciaron «no nos metemos con la política moderna, lidiamos con un tiempo mucho más antiguo. Heilung significa "sanación". Queremos unir a las personas, no separarlas». También han recibido críticas por el uso de restos de animales en los atuendos e instrumentos. En uno de sus recitales en Nueva York se dio una situación de discriminación por parte de integrantes blancos del público hacia otra asistente debido a su piel negra. La banda denunció el acoso y afirmaron no tolerar el discurso de odio ni comulgar con la supremacía blanca, a la vez que condenaron el intento de utilizar su música como parte de una agenda política. En abril de 2021 participaron en la iniciativa Operation Amazonia’ project, de la banda Gojira, y subastaron elementos que utilizaron en los shows; los fondos recaudados se destinaron a brindar ayuda económica a los pueblos originarios de la Amazonia, en peligro por la deforestación.

## Discografía
Álbumes de estudio
- Ofnir (2015)
- Futha (2019)
- Drif (2022)

Álbumes en directo
- Lifa (2017)